# Conus tenellus
Conus tenellus é uma espécie de gastrópode do gênero Conus, pertencente à família Conidae.